# لوريس بطيء جاوي
لوريس بطيء جاوي هو نوع من عائلة لوريس بطيء يعيش في الأجزاء الوسطى والغربية من جزيرة جاوة (جزيرة)، إندونيسيا.